# 하왈리
하왈리(아랍어: حولي)는 쿠웨이트 하왈리주의 주도로 인구는 164,212명(2007년 기준)이다.